# Collegio uninominale Trentino-Alto Adige - 04 (Senato della Repubblica 2020)
Il collegio elettorale uninominale Trentino-Alto Adige - 04, dal 2017 al 2020 indicato come Trentino-Alto Adige - 01, è un collegio elettorale uninominale della Repubblica Italiana per l'elezione del Senato.

## Territorio
Come previsto dalla legge elettorale italiana del 2017, il collegio è stato definito tramite decreto legislativo all'interno della circoscrizione Trentino-Alto Adige.
È formato dal territorio di 18 comuni della provincia autonoma di Bolzano: Aldino, Anterivo, Appiano sulla Strada del Vino, Bolzano, Bronzolo, Caldaro sulla Strada del Vino, Cornedo all'Isarco, Cortaccia sulla strada del vino, Cortina sulla Strada del Vino, Egna, Laives, Magrè sulla Strada del Vino, Montagna sulla Strada del Vino, Ora, Salorno, Termeno sulla Strada del Vino, Trodena nel parco naturale e Vadena.
Il collegio è stato parte dal 2017 al 2020 del collegio plurinominale Trentino-Alto Adige - 01. Dal 2020 tutti i senatori del Trentino-Alto Adige sono eletti in collegi uninominali e pertanto non esistono più collegi plurinominali in questa regione.

## Eletti
| Elezione | Elezione | Senatore           | Partito             |
| -------- | -------- | ------------------ | ------------------- |
|          | 2018     | Gianclaudio Bressa | Partito Democratico |
|          | 2022     | Luigi Spagnolli    | Partito Democratico |

## Dati elettorali

### XVIII legislatura
Come previsto dalla legge elettorale, 116 senatori sono eletti con sistema a maggioranza relativa in altrettanti collegi uninominali a turno unico.
| Candidati              | Candidati                    | Voti    | %     | Liste                    | Voti   | %     |
| ---------------------- | ---------------------------- | ------- | ----- | ------------------------ | ------ | ----- |
|                        | Gianclaudio Bressa ✔️ Eletto | 36 615  | 43,03 | SVP-PATT                 | 22 459 | 26,40 |
| Partito Democratico    | Gianclaudio Bressa ✔️ Eletto | 36 615  | 43,03 | 11 094                   | 13,04  |       |
| +Europa                | Gianclaudio Bressa ✔️ Eletto | 36 615  | 43,03 | 2 081                    | 2,45   |       |
| Italia Europa Insieme  | Gianclaudio Bressa ✔️ Eletto | 36 615  | 43,03 | 732                      | 0,86   |       |
| Civica Popolare        | Gianclaudio Bressa ✔️ Eletto | 36 615  | 43,03 | 249                      | 0,29   |       |
|                        | Massimo Bessone              | 21 655  | 25,45 | Lega                     | 12 536 | 14,73 |
| Forza Italia           | Massimo Bessone              | 21 655  | 25,45 | 6 211                    | 7,30   |       |
| Fratelli d'Italia      | Massimo Bessone              | 21 655  | 25,45 | 2 403                    | 2,82   |       |
| Noi con l'Italia - UDC | Massimo Bessone              | 21 655  | 25,45 | 505                      | 0,59   |       |
|                        | Diego Nicolini               | 17 257  | 20,28 | Movimento 5 Stelle       | 17 257 | 20,28 |
|                        | Laura Polonioli              | 4 246   | 4,99  | Liberi e Uguali          | 4 246  | 4,99  |
|                        | Fulvio Cobaldi               | 3 338   | 3,92  | CasaPound                | 3 338  | 3,92  |
|                        | Lidia Brisca                 | 1 138   | 1,34  | Potere al Popolo!        | 1 138  | 1,34  |
|                        | Giovanni Vincenzini          | 836     | 0,98  | Il Popolo della Famiglia | 836    | 0,98  |
| Totale                 | Totale                       | 85 085  | 100   |                          | 85 085 | 100   |
|                        |                              |         |       |                          |        |       |
| Voti non validi        | Voti non validi              | 5 008   | 5,56  |                          |        |       |
| Votanti                | Votanti                      | 90 093  | 75,29 |                          |        |       |
| Elettori               | Elettori                     | 119 669 |       |                          |        |       |

### XIX legislatura
Come previsto dalla legge elettorale, 74 senatori sono eletti con sistema a maggioranza relativa in altrettanti collegi uninominali a turno unico.
| Candidati       | Candidati                 | Voti    | %     | Liste                                                                      | Voti   | %     |
| --------------- | ------------------------- | ------- | ----- | -------------------------------------------------------------------------- | ------ | ----- |
|                 | Luigi Spagnolli ✔️ Eletto | 21 894  | 26,13 | Democrazia Ambiente Futuro (PD-IDP - AVS - +Europa)                        | 21 894 | 26,13 |
|                 | Manfred Mayr              | 21 401  | 25,54 | Südtiroler Volkspartei – PATT                                              | 21 401 | 25,54 |
|                 | Maurizio Bosatra          | 20 785  | 24,81 | Lega per Salvini Premier – Fratelli d'Italia – Forza Italia – Noi moderati | 20 785 | 24,81 |
|                 | Renzo Roncat              | 5 318   | 6,35  | Movimento 5 Stelle                                                         | 5 318  | 6,35  |
|                 | Hannes Loacker            | 5 200   | 6,21  | Vita                                                                       | 5 200  | 6,21  |
|                 | Stefania Gander           | 4 393   | 5,24  | Azione - Italia Viva - Calenda                                             | 4 393  | 5,24  |
|                 | Otto Mahlknecht           | 1 997   | 2,38  | Die Freiheitlichen                                                         | 1 997  | 2,38  |
|                 | Ivo Fiorenza              | 1 657   | 1,98  | Italia Sovrana e Popolare                                                  | 1 657  | 1,98  |
|                 | Michelangelo Zanghi       | 1 139   | 1,36  | Unione Popolare                                                            | 1 139  | 1,36  |
| Totale          | Totale                    | 83 784  | 100   |                                                                            | 83 784 | 100   |
|                 |                           |         |       |                                                                            |        |       |
| Voti non validi | Voti non validi           | 4 089   | 4,65  |                                                                            |        |       |
| Votanti         | Votanti                   | 87 873  | 66,80 |                                                                            |        |       |
| Elettori        | Elettori                  | 131 556 |       |                                                                            |        |       |